# Giba (voleibolista)
Gilberto Amauri de Godoy Filho, també conegut com a Giba, és un exjugador de voleibol de Brasil que va jugar en la posició d'oposat. Va néixer el 23 de desembre de 1976 a Londrina, Brasil.
Durant la seva carrera professional va jugar en diferents països i va ser escollit en més d’una ocasió com el millor jugador de voleibol masculí, però principalment és recordat pels seus èxits amb la selecció nacional de Brasil.

## Biografia
Gilberto Amauri de Godoy Filho va néixer el 23 de desembre de 1976. De petit va tenir leucèmia i un accident que va provocar que li haguessin de ficar més de cent punts en el braç.
Giba mesura 194 cm i pesa 88 kg.
Els primers passos en el vòlei els va donar en el cercle militar de Paraná, després va passar per diferents clubs brasilers i alguns internacionals. En el 1993 el van seleccionar per jugar amb la selecció nacional brasilera infantil, per anar a jugar al mundial de Turquia, en el 1994 la selecció va anar a la copa del món i un any més tard va anar amb l'equip juvenil de la selecció nacional brasilera al mundial.
L'any 2003 Giba es va casar amb Cristina Pirv, una exjugadora romana de voleibol, tenen 2 fills junts, una filla que es diu Nicoll, nascuda en el 2004 i un fill que es diu Patrick, nascut en el 2008. El novembre de 2012 es van divorciar.
En el 2013 es va casar amb Maria Luiza Daudt, amb la que ha tingut una filla que es diu Brianna, nascuda en el 2020.

## Trajectòria
Des del 1991 fins al 1993 va jugar en el cercle militar de Paraná, després va començar a passar per diferents clubs en els quals es troben:
Curitibano (1993-1994), Cocamar (1994-1995), Chapecó São Caetano (1996-1997), Olimpikus São Caetano (1997-1998), Repot Nipomed (1998-1999), Minas Ténis Clube (1999-2001), Italia Volley Ferrara (2001-2002), Estense 4 Torri Ferrara (2002-2003), Noicom Brebanca Cuneo (2003-2004), Bre Banca Lannutti (2005-2006), Iskra Odintsovo (2007-2010), Club Ciudad de Bolívar (2012-2013), Al Nasr (2013-2014).

## Selecció Brasilera
Giba va debutar per la selecció nacional de Brasil amb 18 anys, en el 1995, aquest mateix any va guanyar el campionat sud americà. Gràcies a això van poder-se classificar per la copa mundial de grans campions, en el 1997. Finalment van guanyar el torneig.
En els següents anys, van perdre una semifinal en el campionat mundial de 1988 en Japó. També en els jocs olímpics de Sidney, Brasil va perdre en quarts de finals contra argentina.
En el 2001 Giba va guanyar el seu primer títol de la lliga mundial, guanyant contra Itàlia.
Els següents anys es consideren l'època daurada del voleibol brasiler.
Després de perdre la final de la lliga mundial de 2002, la selecció brasilera va guanyar, 5 títols de la lliga mundial, 2 campionats mundials, 2 copes del món, la copa mundial de grans campions i la medalla d'or olímpica.
En el 2008, la selecció va començar a perdre. El primer disgust va ser la final de la lliga mundial, celebrada a Rio de Janeiro. S'esperava que Brasil aconseguís el sisè títol consecutiu, però per desgràcia en la final van perdre contra Estats Units. Més tard aquest mateix any van aconseguir arribar a la final dels jocs olímpics de Beijing, en el que també van perdre contra Estats Units.
El següent any, van recuperar el títol de la lliga mundial, en la final jugada en Belgrad. En 2010, Giba ja no estava inclòs en l'alineació titular, tot i això, van aconseguir guanyar el vuitè títol de la lliga mundial i el tercer campionat mundial.
En el 2011, Giba va tornar a estar inclòs en l'alineació titular, i va estar a punt de tornar a guanyar un altre títol de la lliga mundial, però l'equip brasiler va acabant perdent contra Rússia. En els jocs olímpics de Londres de 2012, va tornar a perdre en la final contra Rússia. Després d'aquests jocs olímpics Giba va decidir retirar-se de la selecció brasilera.

## Estil de joc
Giba no és gaire alt per ser un jugador de voleibol, per això va compensar la seva limitació d’altura amb les seves habilitats físiques i sobretot les seves habilitats de salt. En la seva època com a jugador, va ser considerat un dels millors atacants del món del voleibol.
No només ha estat reconegut per això, sinó que també es reconegut per la seva personalitat molt energètica que ajudava a motivar a tot l'equip de la selecció brasilera a jugar el millor possible.

## Comercial
Giba ha estat involucrat en diferents campanyes comercials com: Vogue Itàlia, Nissan, Technos i Olympikus.

## Social
Giba ha estat donant suport a nens orfes i a nens que pateixen de càncer. També participa activament en campanyes contra el càncer de pròstata i juntament amb la seva exdona van ingressar en la campanya de l'Institut Arte de Vivir Bien, contra el càncer de mama.

## Llibres publicats
Giba ha publicat un llibre autobiogràfic titulat Giba Neles! i ha estat traduït a dos idiomes, polonès i Itàlia.

## Premis

### Clubs
- 🥇2008-2009 - amb Iskra Odintsovo

### Campionats Nacionals
- 1999-2000 🥇Campionat de Brasil, amb Minas Tenis Clube
- 2000-2001 🥇Campionat de Brasil, amb Minas Tenis Clube
- 2005-2006 🏆Copa d’Italia, amb Bre Banca Lannutti
- 2007-2008 🥈Campionat de Rússia, amb Iskra Odintsovo
- 2008-2009 🥈Campionat de Rússia, amb Iskra Odintsovo
- 2009-2010 🥇Campionat de Brasil, amb Pinherios

### Selecció Nacional
- 1993 🥇Campionat Mundial FIVB U19
- 1995 🥈Campionat Mundial FIVB U21
- 1995 🥇Campionat Sud-Americà
- 1997 🥇Campionat Sud-Americà
- 1997 🥇Copa Mundial de Grans Campions FIVB
- 1998 🏆Copa Amèrica
- 1999 🥇Campionat Sud-Americà
- 1999 🏆Copa Amèrica
- 2001 🥇Lliga Mundial FIVB
- 2001 🥇Campionat Sud-Americà
- 2001 🏆Copa Amèrica
- 2002 🥈Lliga mundial FIVB
- 2002 🥇Campionat Mundial FIVB
- 2003 🥇Lliga Mundial FIVB
- 2003 🥇Campionat Sud-amèrica
- 2003 🥇Copa del Món FIVB
- 2004 🥇Lliga Mundial FIVB
- 2004 🥇Jocs Olímpics
- 2005 🥇Lliga Mundial FIVB
- 2005 🥇Campionat Sud-Americà
- 2005 🥇Copa Mundial de Grans Campions FIVB
- 2006 🥇Lliga Mundial FIVB
- 2006 🥇Campionat Mundial FIVB
- 2007 🥇Lliga Mundial FIVB
- 2007 🥇Jocs Panamericans
- 2007 🥇Campionat Sud-Americà
- 2007 🥇Copa del Món FIVB
- 2008 🥈Jocs Olímpics
- 2009 🥇Lliga Mundial FIVB
- 2009 🥇Campionat Sud-Americà
- 2009 🥇Copa Mundial de Grans Campions FIVB
- 2010 🥇Lliga Mundial FIVB
- 2010 🥇Campionat Mundial FIVB
- 2011 🥈Lliga Mundial FIVB
- 2011 🥉Copa del Món FIVB
- 2012 🥈Jocs Olímpics

### Individuals
- 1993 Campionat Mundial Sub-19 FIVB - Jugador més valuós
- 1995 Campionat Mundial Sub-21 FIVB - Jugador més valuós
- 2004 Jocs Olímpics - Jugador més valuós
- 2006 Lliga Mundial FIVB - Jugador més valuós
- 2006 Prêmio Brasil Olímpic - Millor atleta de l’any
- 2007 Jocs Panamericans - Jugador més valuós
- 2007 Campionat Sud Americà - Jugador més valuós
- 2007 Copa del Món FIVB - Jugador més valuós
- 2008 Lliga Mundial FIVB - Millor servei
- 2009 Campionat Sud-Americà - Millor atacant
- 2010 - Millor jugador de voleibol de la última dècada